# Lerista vittata
Lerista vittata — вид сцинкоподібних ящірок родини сцинкових (Scincidae). Ендемік Австралії.

## Поширення і екологія
Lerista vittata відомі з типової місцевості, розташованої на горі Купер, на південний схід від міста Чартерс-Тауерс в штаті Квінсленд. Вони живуть в густих сухих тропічних лісах, що ростуть на піщаних ґрунтах.

## Збереження
МСОП класифікує цей вид як такий, що перебуває на межі зникнення. Lerista vittata загрожує знищення природного середовища.